# Katastrofa tunguska
Katastrofa tunguska – wydarzenie z 30 czerwca 1908 roku, które miało miejsce w tajdze w środkowej Syberii nad rzeką Podkamienna Tunguzka, na północ od jeziora Bajkał na obszarach niezamieszkanych. Zgodnie z wynikami badań z roku 2013 nastąpiła tam eksplozja, za którą odpowiedzialna była asteroida, poruszająca się z prędkością ok. 15 km/s i która rozpadła się na części na wysokości ok. 10 km ponad powierzchnią.
Eksplozja, do której wówczas doszło, powaliła drzewa w promieniu 40 km, widziana była w promieniu 650 km, słyszana w promieniu 1000 km, niezwykle zaś silny wstrząs zarejestrowały wówczas sejsmografy na całej Ziemi, a wreszcie – dzięki szczególnemu położeniu Słońca w okresie przesilenia letniego, wskutek odbijania światła przez pył, będący efektem eksplozji – w wielu europejskich miastach zaobserwowano zjawisko „białej nocy”. Uderzenie było tak silne, że ówczesne rosyjskie magnetometry pokazywały w jego rejonie drugi biegun północny.
Jest wiele niejasności dotyczących tej katastrofy, które nie pozwalają na wyciągnięcie jednoznacznych wniosków. Wciąż do końca nie wiadomo, co wywołało tak potężny wybuch. Niektóre źródła podają, że było to ciało niebieskie, które leciało z prędkością ok. 1,3 km/s z południowego wschodu w kierunku północno-zachodnim i eksplodowało w odległości 65 km na zachód ówczesnej faktorii Wanawara, na wysokości kilku kilometrów nad powierzchnią Ziemi. Inną niewyjaśnioną zagadką są różne relacje świadków z rejonu rzeki Angara oraz z rejonu rzeki Dolna Tunguzka; relacje te mówią m.in. o różnych kierunkach przemieszczania się obiektu oraz o różnym czasie, w którym obiekt został zaobserwowany. Świadkowie z okolic Angary mówią o wczesnym ranku, Dolnej Tunguzki – o popołudniu. Kolejną tajemnicę stanowi fakt istnienia trzech wywałów drzew na terenie katastrofy, co także zdaje się potwierdzać, iż katastrofa tunguska nie była dziełem jednego obiektu. Obiekty te mogły mieć do 50 m średnicy.
W grudniu 2016 roku Zgromadzenie Ogólne ONZ ustanowiło 30 czerwca Międzynarodowym Dniem Planetoid z intencją upowszechniania świadomości zagrożeń, jakie mogą stanowić zderzenia obiektów bliskich Ziemi z naszą planetą.
Miejsce katastrofy znajduje się w Rezerwacie Tunguskim.

## Badania zjawiska

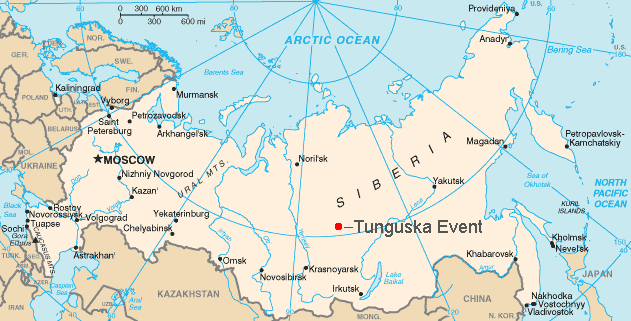
Lokalizacja katastrofy tunguskiej (zob. w Mapach Google)

Brak bezpośrednich obserwacji katastrofy tunguskiej spowodował powstanie wielu mniej lub bardziej prawdopodobnych hipotez, mających wyjaśnić przyczynę owego fenomenu. Aby położyć kres różnym teoriom i bezpodstawnym domniemaniom, w roku 1927 – 19 lat po wybuchu – sowieckie środowisko akademickie postanowiło wysłać pierwszą poważną ekspedycję naukową w rejon Podkamiennej Tunguzki. Badania zostały przeprowadzone przez Leonida Kulika z Rosyjskiej Akademii Nauk. Po odnalezieniu w archiwalnej gazecie wiadomości o wydarzeniu, uczony ów wyraził przypuszczenie, iż na obszar Syberii spadł gigantyczny meteoryt, zbudowany z żelaza i niklu. Chcąc znaleźć dowody na poparcie tej tezy, Kulik długie lata prowadził badania w strefie torfowisk na górze Stojkowicz. Poszukiwania ekspedycji Kulika zakończyły się niepowodzeniem – nie znaleziono żadnych pozostałości meteorytu lub krateru uderzeniowego, ale dostarczyły sporą ilość materiału fotograficznego, dokumentującego krajobraz tajgi po katastrofie. Zdaniem czechosłowackiego astronoma Ľubora Kresáka, który wyraził swoją opinię na temat ekspedycji w 1978 roku, stanowi to dowód, iż przyczyną katastrofy tunguskiej był meteoroid, którym był oderwany fragment Komety Enckego.
Stanowisko to odbiło się szerokim i niespodziewanym echem w światowych mediach, co spowodowało kolejną falę polemiki na temat możliwych przyczyn katastrofy. Jedni (np. naukowiec Andrew Chaikin) twierdzili, że w rejon Podkamiennej Tunguski spadła skalna asteroida. Inni przychylali się do koncepcji eksplodującego w powietrzu meteoroidu (co wyjaśniałoby brak krateru), radioaktywnej komety bądź też eksplozji bagiennego gazu. Żadna z tych hipotez nie brała jednak pod uwagę anomalii, z jakimi w obszarze tajgi zetknęła się ekspedycja Kulika i późniejsze: wzrost na terenie katastrofy zdeformowanych drzew oraz odnalezieniu kulek szkła o średnicy 1 mm, przypominających tektyty.
W latach 1973–1979 na obszarze objętym wybuchem przeprowadzono badania, na podstawie których wysunięto dwie hipotezy. Pierwsza zakłada, że w atmosferę ziemską wleciał meteoroid lub mała asteroida, druga – była to kometa. Obie opierają się na wynikach badań próbek torfu pobranego z pokładów pochodzących z 1908, w których znaleziono co najmniej siedem substancji kosmicznych, w szczególności izotop węgla 14C – radioaktywną formę węgla powstającą w atmosferze pod wpływem uderzeń promieni kosmicznych.
Prof. Nikołaj Wasiliew, członek Akademii Nauk Medycznych ZSRR, w 1979 roku stwierdził, że sprawcą wybuchu tunguskiego było „ciało niebieskie zbliżone do komety”. Z kolei w roku 1984 dwaj radzieccy geofizycy Wiktor Żurawiew i Aleksiej Dimitriew wysunęli hipotezę, że był to plazmoid, który oderwał się od Słońca.

### Hipoteza Korlevicia
W 1990 roku w rejon katastrofy udała się ekspedycja naukowa składająca się z badaczy rosyjskich, bułgarskich, francuskich i szwedzkich, oraz Chorwata Korado Korlevicia. Ten ostatni, po dziesięciu dniach pobierania próbek ziemi, oznajmił, że wyrobił sobie pogląd na przyczynę i przebieg katastrofy tunguskiej.
Zdaniem Korlevicia wybuch spowodowany został zderzeniem Ziemi z meteorytem o wielkości porównywalnej z drapaczami chmur. Dwadzieścia sekund po eksplozji na niewielkiej wysokości powstał grzyb rozżarzonej pary wodnej o temperaturze 15 000 °C, który „ugotował” całą strefę uderzenia – popiół i piasek stopiły się, tworząc tektyty – szklane kuleczki, odnalezione przez ekspedycję Kulika. Według chorwackiego uczonego powstała fala uderzeniowa rozchodziła się równolegle do powierzchni ziemi, co wyjaśnia dlaczego zniszczenia lasów na powierzchni 2150 km² miały nieregularny kształt, który widziany z góry przypominał motyla. Korlević wyjaśnił również nietypowy kształt drzew, jakie rosną do dziś w rejonie Podkamiennej Tunguski – miałoby to być wynikiem opaleń powstałych wskutek pożarów, jakie miały miejsce po upadku meteorytu.

## Jezioro Czeko
W czerwcu 2007 roku Luca Gasparini i Giuseppe Longo, dwóch naukowców z Uniwersytetu Bolońskiego, oświadczyło, że odnalazło krater powstały w wyniku uderzenia dużego meteorytu lub fragmentu komety w powierzchnię Ziemi. Według nich kraterem uderzeniowym jest jezioro Czeko znajdujące się 8 km na północny zachód od wyznaczonego dotychczas epicentrum, a więc w kierunku zgodnym z zeznaniami świadków zdarzenia oraz kierunku załamania drzew. Jezioro owalnym kształtem odróżnia się od pozostałych zbiorników w okolicy, a na jego dnie włoscy badacze natrafili na odłamki skalne lub sprasowane osady denne, będące prawdopodobnie pozostałościami meteorytu. Zbiornik nie jest zaznaczony na żadnej z map obszaru sprzed 1929 roku. Odkrycie Włochów skrytykował doktor Gareth Collins z Londynu. Stwierdził, iż niecka zbiornika nie ma cech charakterystycznych dla krateru pouderzeniowego, a w jego pobliżu rosną ponad stuletnie drzewa.

## Katastrofa tunguska w kulturze
- W książce Alfreda Szklarskiego Tajemnicza wyprawa Tomka katastrofa tunguska uratowała od śmierci głównych bohaterów (zmuszając do ucieczki wrogich im Jakutów i Kozaków)[12].
- W książce Stanisława Lema Astronauci autor opisuje wydarzenie jako katastrofę statku obcej cywilizacji z Wenus.
- Do katastrofy tunguskiej nawiązuje scenariusz gry komputerowej Tajne akta: Tunguska.
- Akcja amerykańskiego serialu telewizyjnego Siberia rozgrywa się na Syberii w okolicach miejsca katastrofy, zamieszkiwanego przez nadprzyrodzone stworzenia.
- W książce Jacka Dukaja Lód katastrofa tunguska jest przyczyną powstania alternatywnej wersji historii. W tym świecie meteoryt przywiózł tungetyt – fikcyjny materiał, który otrzymując energię obniża swoją temperaturę[13].
- W grze Assassin’s Creed II jedna z zagadek pod szyldem „Prawda” nr 16 nawiązuje do katastrofy tunguskiej. Z dalszych części serii okazuje się, że Asasyni wysadzili tam Pastorał Edenu, który Templariusze ukradli Mikołajowi II.
- W świecie gry Original War katastrofa spowodowana była przylotem na Ziemię EONu/CZAPY – artefaktu stworzonego przez obcych, odnalezionego na przełomie 1918 i 1919 roku[14].
- W klipie piosenki zespołu Metallica All Nightmare Long.
- W grze Hokus Pokus, Różowa Pantera, główny bohater, znajduje na Syberii mówiący meteoryt, który opowiada o tym, że przybył na ziemię 30 czerwca 1908 roku.
- W grze mobilnej Lifeline: Crisis Line fabuła obraca się między innymi wokół kryształów pochodzących rzekomo z miejsca katastrofy tunguskiej.
- W grach z serii Resistance katastrofa tunguska przyniosła na Ziemię wirusa obcych pod nazwą Chimera, który zamieniał ludzi w armię tych potworów, dążącą do podboju świata.
- W komiksie Ian Kaledine tytułowy bohater, zainteresowany eksplozją widoczną nawet w Paryżu, postanawia zbadać sprawę katastrofy tunguskiej.
- „Z Archiwum X”, sezon 4, odcinek 8 (81)[15]. Agent Mulder w wyniku prowadzonej akcji rozbicia grupy terrorystycznej, trafia w rejon katastrofy tunguskiej. Na miejscu odkrywa łagry i kopalnie, w których testuje się na ludziach szczepionkę na mikroby przyniesione przez meteoryt.
- W komiksie „W krainie bez kangurów” z serii Komiks Gigant[16] pojawia się sugestia, że wybuch był w rzeczywistości efektem prób jądrowych autorstwa pewnego rosyjskiego naukowca, który prowadził eksperymenty w powiększaniu materii.